# 伊木忠貞

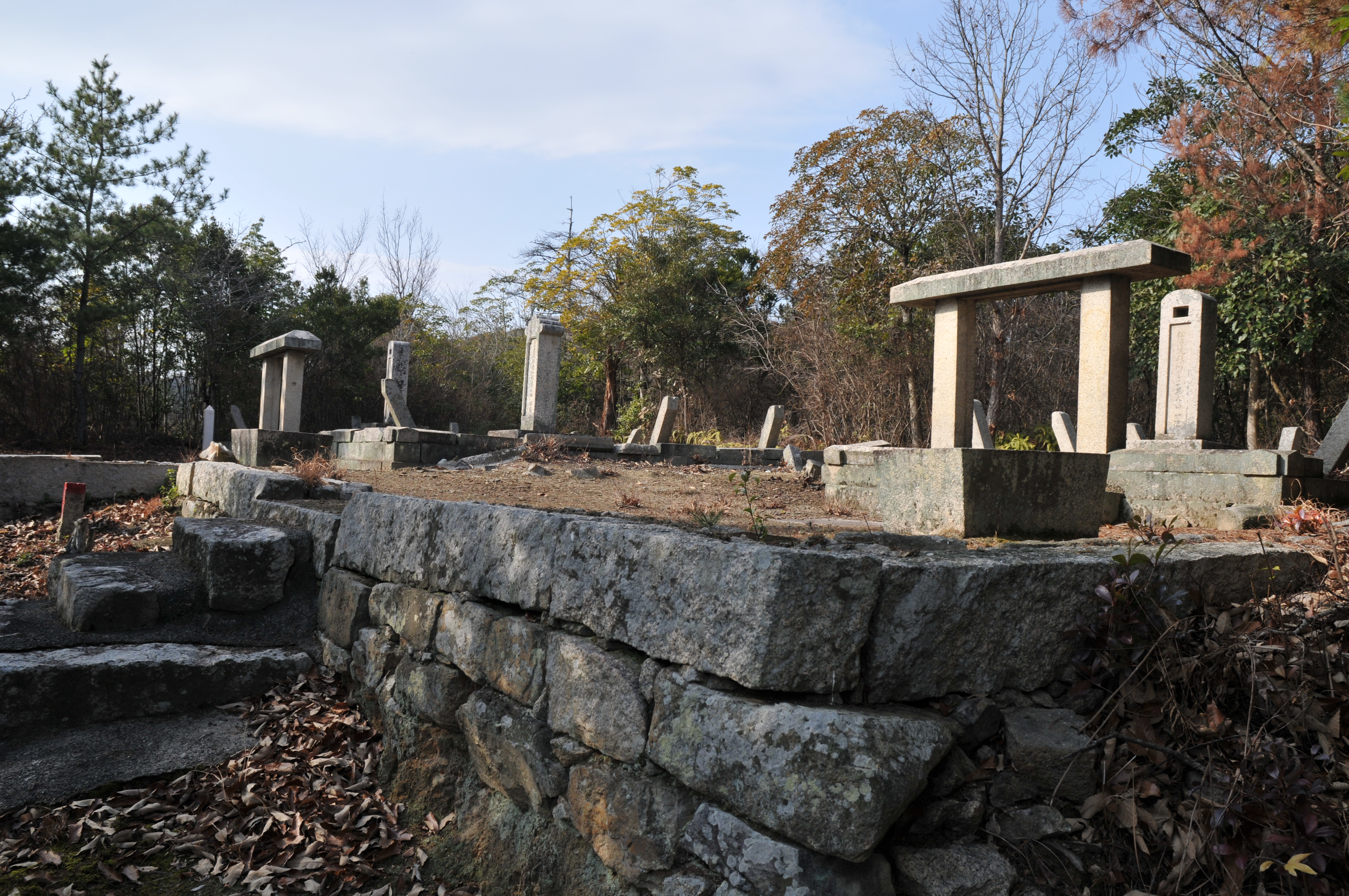
伊木忠親貞夫妻・側室の墓

伊木 忠貞（いぎ たださだ、慶長17年（1612年） - 寛文12年6月28日（1672年7月22日））は、岡山藩池田宗家初代筆頭家老。伊木家3代当主。官位は従五位、長門守。主君は池田光政。

## 生涯
忠貞は2代伊木忠繁と正室との三男として、姫路で生まれた。幼名は三十郎。元和2年（1616年）、父・忠繁が死去したため5歳で家督を相続する。
元和3年（1617年）、池田幸隆（後の光政）が幼少のため姫路から鳥取への転封を命じられ、元和4年（1618年）に鳥取へ赴任した。伊木三十郎には倉吉の打吹城3万3千石が与えられた。元和9年（1623年）、幸隆は3代将軍徳川家光立ち会いの下、殿上元服を行う。家光の偏諱を下賜され光政と名乗る。寛永3年（1626年）、三十郎は元服し長門守忠貞と名乗る。従五位下を拝任する。池田忠雄の家老・荒尾成利の娘・勝（栄久院）と婚姻する。
寛永9年（1632年）、岡山藩主池田忠雄が死去する。嗣子の勝五郎（後の光仲）が幼少であったため鳥取への国替えが命じられ、入れ替わりに光政が岡山に転封となる。忠貞は虫明（岡山県瀬戸内市）に陣屋（幕府への遠慮から「お茶屋」と称する）を構え、鳥取時代同様3万3千石を与えられた。忠貞は怪力の持ち主であったらしく、知行地の虫明では親しみを込めて「千力様」と呼ばれた。
寛永14年（1637年）、島原の乱が起こる。忠貞は藩内に臨戦態勢を命じ、指揮を執るため九州に赴く途中の松平信綱を牛窓に迎えた。
慶安4年（1650年）、従五位に昇進する。万治3年（1660年）、藩主光政は整備がなされた虫明陣屋を初めて訪れた。
寛文12年（1672年）、江戸から岡山への帰路、武蔵国川崎宿（現在の神奈川県川崎市）で急死した。享年61。家督は側室で京都の菅沼玄意の娘・於以津（松清院）の子・忠親が継いだ。なお、正室との間には6男5女をもうけていたが早世、嗣子に予定していた忠清も江戸で16歳で死去していた。なお、於以津との子は4男4女あったが、忠親と姉の豊のみが成人した。
法名は興禅院殿前長州瑞岩道雲大居士。墓所は伊木家千力山墓所（岡山県瀬戸内市）。この千力山の名は「千力様」に由来する。